# Championnats d'Europe de karaté 2007
Les championnats d’Europe de karaté 2007 ont eu lieu du 4 au 6 mai 2007 à Bratislava, en Slovaquie. Il s'agissait de la 42e édition des championnats d'Europe de karaté senior.

## Résultats

### Épreuves individuelles

#### Kata
| Rang | Pays        | Karatéka                   |
| ---- | ----------- | -------------------------- |
| 1    | Italie      | Luca Valdesi               |
| 2    | Espagne     | Fernando San Jose Bastante |
| 3    | France      | Vu Duc Minh Dack           |
| 3    | Italie      | Lucio Maurino              |
| 5    | Finlande    | Pasi Hirvonen              |
| 5    | Azerbaïdjan | Roman Spivak               |
| 7    | Croatie     | Kristian Novak             |
| 7    | Pologne     | Łukasz Wolny               |

| Rang | Pays     | Karatéka                |
| ---- | -------- | ----------------------- |
| 1    | Croatie  | Mirna Šenjug            |
| 2    | France   | Sabrina Buil            |
| 3    | Espagne  | Almudena Muñoz Gonzales |
| 3    | Suisse   | Michelle Saner          |
| 5    | Turquie  | Kübra Akarsu            |
| 5    | Italie   | Sara Battaglia          |
| 7    | Slovénie | Špela Muha              |
| 7    | Pays-Bas | Mariska Steenbeek       |

#### Kumite

##### Kumitemasculin
| Rang | Pays               | Karatéka              |
| ---- | ------------------ | --------------------- |
| 1    | Italie             | Francesco Ortu        |
| 2    | Turquie            | Ilyas Demir           |
| 3    | Croatie            | Danil Domdjoni        |
| 3    | Espagne            | Davíd Luque Camacho   |
| 5    | Bosnie-Herzégovine | Edin Muslic           |
| 5    | Grèce              | Ioannis Syllas        |
| 7    | Portugal           | Paulo André Goncalves |
| 7    | Pays de Galles     | Robert Scott          |

| Rang | Pays              | Karatéka                |
| ---- | ----------------- | ----------------------- |
| 1    | Turquie           | Yucel Gundogdu          |
| 2    | Macédoine du Nord | Ivo Cvetkovski          |
| 3    | Bulgarie          | Borislav Ivanov         |
| 3    | Grèce             | Dimítrios Triantafýllis |
| 5    | Pays-Bas          | Geoffrey Berens         |
| 5    | Finlande          | Jukka Koivunen          |
| 7    | France            | Mathieu Cossou          |
| 7    | Biélorussie       | Aliaksei Melnikau       |

| Rang | Pays           | Karatéka               |
| ---- | -------------- | ---------------------- |
| 1    | Azerbaïdjan    | Rafael Ağayev          |
| 2    | Turquie        | Serkan Yagci           |
| 3    | Russie         | Omar Omarov            |
| 3    | Belgique       | Diego Vandeschrick     |
| 5    | Croatie        | Goran Lučin            |
| 5    | Pologne        | Witold Wojciechowski   |
| 7    | Pays de Galles | David Terrence Godfrey |
| 7    | Chypre         | Odyseas Tefkrou        |

| Rang | Pays      | Karatéka          |
| ---- | --------- | ----------------- |
| 1    | Italie    | Luigi Busà        |
| 2    | Slovénie  | Matija Matijevic  |
| 3    | Russie    | Mourad Gadzhiev   |
| 3    | France    | Cédric Siousaran  |
| 5    | Allemagne | Köksal Cakir      |
| 5    | Pays-Bas  | Timothy Petersen  |
| 7    | Ukraine   | Sergiy Bezuglov   |
| 7    | Roumanie  | Hunor Laszlo Vass |

| Rang | Pays      | Karatéka                |
| ---- | --------- | ----------------------- |
| 1    | Espagne   | Iván Leal Reglero       |
| 2    | Slovaquie | Andrej Harničár         |
| 3    | Italie    | Alessandro Nardi        |
| 3    | Slovénie  | Dejan Vozlic            |
| 5    | Turquie   | Mehmetzeki Demir        |
| 5    | Suisse    | Elson Kabashi           |
| 7    | Russie    | Islamoutdin Eldarouchev |
| 7    | Bulgarie  | Ivan Germanov           |

| Rang | Pays       | Karatéka                         |
| ---- | ---------- | -------------------------------- |
| 1    | Italie     | Stefano Maniscalco               |
| 2    | Croatie    | Alen Zamlić                      |
| 3    | Russie     | Aleksandr Guerunov               |
| 3    | Espagne    | Francisco Javier Martinez Guzman |
| 5    | Écosse     | Calum Robb                       |
| 5    | Turquie    | Yaser Sahintekin                 |
| 7    | Monténégro | Almir Cecunjanin                 |
| 7    | Estonie    | Marko Luhamaa                    |

| Rang | Pays              | Karatéka         |
| ---- | ----------------- | ---------------- |
| 1    | Azerbaïdjan       | Rafael Ağayev    |
| 2    | Slovaquie         | Klaudio Farmadín |
| 3    | Macédoine du Nord | Sasko Arsovski   |
| 3    | Turquie           | Yusuf Baser      |
| 5    | Portugal          | Nuno Manuel Dias |
| 5    | Allemagne         | Alexander Lang   |
| 7    | Autriche          | Jean-Marc Mayer  |
| 7    | Écosse            | Calum Robb       |

##### Kumiteféminin
| Rang | Pays      | Karatéka                |
| ---- | --------- | ----------------------- |
| 1    | Turquie   | Gülderen Celik          |
| 2    | Slovaquie | Monika Višňovská        |
| 3    | Italie    | Selene Guglielmi        |
| 3    | Belgique  | Muriel Vanderhaeghen    |
| 5    | Grèce     | Evdoxía Kosmídou        |
| 5    | Suisse    | Marilena Rubini Volante |
| 7    | France    | Vanessa Ruiz            |
| 7    | Serbie    | Biljana Stojovic        |

| Rang | Pays               | Karatéka               |
| ---- | ------------------ | ---------------------- |
| 1    | République tchèque | Petra Peceková         |
| 2    | Turquie            | Vildan Doğan           |
| 3    | Pologne            | Anna Fajkowska         |
| 3    | Espagne            | Carmen Vicente Cabañas |
| 5    | Croatie            | Petra Naranđa          |
| 5    | Allemagne          | Silvia Sperner         |
| 7    | Italie             | Laura Pasqua           |
| 7    | Serbie             | Katarina Strika        |

| Rang | Pays               | Karatéka            |
| ---- | ------------------ | ------------------- |
| 1    | Turquie            | Yıldız Aras         |
| 2    | Bosnie-Herzégovine | Arnela Odžaković    |
| 3    | Suisse             | Fanny Clavien       |
| 3    | Grèce              | Alexia Karypidou    |
| 5    | Allemagne          | Jeannine Herrgesell |
| 5    | Croatie            | Maja Janković       |
| 7    | Slovénie           | Špela Muha          |
| 7    | Autriche           | Sabrina Wrann       |

| Rang | Pays      | Karatéka             |
| ---- | --------- | -------------------- |
| 1    | Slovaquie | Eva Medveďová        |
| 2    | Espagne   | Cristina Feo Gomez   |
| 3    | Turquie   | Yıldız Aras          |
| 3    | France    | Tiffany Fanjat       |
| 5    | Pologne   | Anna Fajkowska       |
| 5    | Croatie   | Petra Volf           |
| 7    | Allemagne | Yasmina Benadda      |
| 7    | Chypre    | Avgoustina Stylianou |

### Épreuves par équipes

#### Kata
| Rang | Pays      |
| ---- | --------- |
| 1    | Italie    |
| 2    | France    |
| 3    | Espagne   |
| 3    | Serbie    |
| 5    | Allemagne |
| 5    | Croatie   |
| 7    | Turquie   |

| Rang | Pays       |
| ---- | ---------- |
| 1    | Espagne    |
| 2    | Italie     |
| 3    | France     |
| 3    | Monténégro |
| 5    | Allemagne  |
| 5    | Tchéquie   |
| 7    | Pologne    |
| 7    | Russie     |

#### Kumite
| Rang | Pays               | Karatékas                       |
| ---- | ------------------ | ------------------------------- |
| 1    | Russie             |                                 |
| 2    | Grèce              |                                 |
| 3    | Bosnie-Herzégovine |                                 |
| 3    | Italie             | Giuseppe di Domenico, notamment |
| 5    | Espagne            |                                 |
| 5    | Norvège            |                                 |
| 7    | Croatie            |                                 |
| 7    | Slovaquie          |                                 |

| Rang |                    | Karatékas                  |
| ---- | ------------------ | -------------------------- |
| 1    | Espagne            |                            |
| 2    | Bosnie-Herzégovine | Arnela Odžaković notamment |
| 3    | Allemagne          |                            |
| 3    | Slovaquie          |                            |
| 5    | Croatie            |                            |
| 5    | Italie             |                            |
| 7    | Pologne            |                            |
| 7    | Slovénie           |                            |